# Personenzentrierter Ansatz (Psychiatrische Hilfen)
Unter einem personenzentriertem Ansatz versteht man in den psychiatrischen Hilfen das Konzept einer an der Lebenssituation des Einzelnen ausgerichteten Behandlung wie es innerhalb der Sozialpsychiatrie entworfen wurde. Es wurde in Abgrenzung zu einer institutionszentrierten Steuerung formuliert.
Die institutionszentrierte Steuerung orientiert sich an festgelegten Platzzahlen, definierten Leistungen und einer homogenen Finanzierung. Patienten werden der Institution zugewiesen, die dem Hilfebedarf am ehesten gerecht wird. Innerhalb dieses Konzeptes ist es schwer auf Veränderungen z. B. beim Hilfebedarf zu reagieren.
Demgegenüber orientiert sich der personenzentrierte Ansatz an dem konkreten Hilfebedarf und an den vorhandenen Ressourcen und Hilfsmöglichkeiten im Lebensumfeld der Patienten. Die psychiatrischen Hilfen werden in Absprache mit allen Beteiligten ausgehandelt, und am Bedarf orientiert organisiert.
Die Vertreter des personenzentrierten Ansatzes versprechen sich davon u. a. eine Qualitätsverbesserung der Versorgung und eine größere Autonomie von Patienten und Angehörigen.
Das Paradigma der Personenzentrierung durchzieht als Leitgedanke das gesamte, ab 2017 abschnittsweise in Kraft tretende Bundesteilhabegesetz, insbesondere die Reform der Eingliederungshilfe für Menschen mit Behinderungen und wesentlichen Beeinträchtigungen.